# 波杜納斯克比斯庫皮策
波杜納斯克比斯庫皮策是斯洛伐克首都布拉提斯拉瓦下屬的一個市鎮。波杜納斯克比斯庫皮策是布拉提斯拉瓦的市鎮中面積最大的一個市鎮。波杜納斯克比斯庫皮策首次被提到是在1221年。1972年1月1日開始，波杜納斯克比斯庫皮策正式成為布拉提斯拉瓦的一部分。